# Bangai (Tabiteuea)
Bangai (auch: Pangai) ist ein Ort des Tabiteuea-Atolls in den zum Inselstaat Kiribati gehörenden Gilbertinseln im Pazifischen Ozean mit einer Landfläche von 0,37 km². Er gehört zum Distrikt North Tabiteuea. 2020 hatte der Ort 60 Einwohner.

## Geographie
Der Ort Bangai liegt auf dem gleichnamigen Motu im nordwestlichen Riffsaum des Atolls in einem Gebiet mit zahlreichen unbenannten Motu. Die nächsten Orte sind Aiwa im Südosten und Tenatorua im Nordwesten. In Bangai gibt es ein traditionelles Versammlungshaus (Bangai Maneaba). Eine Brücke verbindet Bangai mit dem nördlich benachbarten Motu.

## Klima
Das Klima ist tropisch heiß, wird jedoch von ständig wehenden Winden gemäßigt. Ebenso wie die anderen Orte des Tabiteuea-Atolls wird Bangai gelegentlich von Zyklonen heimgesucht.